# The Work
The Work est un groupe britannique de post-punk, originaire de l'Angleterre. Le groupe se lance dans une première période d'activité entre 1980 et 1982. Il revient par la suite entre 1989 et 1994 avant de se séparer définitivement.

## Histoire
Le groupe est formé en 1980, il regroupe le multi-instrumentiste Tim Hodgkinson (ex-Henry Cow) et le guitariste et compositeur Bill Gilonis, accompagnés par le guitariste Mick Hobbs et le batteur Rick Wilson.
Le groupe se produit en Europe en 1981 et 1982, année lors de laquelle il enregistre son premier album, Slow Crimes, sur lequel intervient la chanteuse belge Catherine Jauniaux. Il est publié au label britannique Woof. Slow Crimes tire le punk rock vers le haut avec des éléments d'avant-rock. Une tournée japonaise voit la défection de  Wilson et Hobbs, qui sont remplacés par le batteur Chris Cutler et le bassiste Jim Welton. Cette tournée donne lieu à un enregistrement public tout simplement intitulé Live in Japan. Puis le groupe cesse son activité.
Celle-ci reprend en 1989, avec l'enregistrement de l'album Rubber Cage que suit une tournée européenne, durant laquelle ils passent en France, Allemagne, Autriche, Tchécoslovaquie, Suisse et Italie pendant deux ans. En 1992, le groupe enregistre son dernier album, See. Ses derniers concerts ont lieu en 1994 ; un enregistrement de cette époque, The 4th World, sorti en 2010, témoigne de cette dernière période.

## Discographie

### Albums studio
- 1982 : Slow Crimes (Woof Records)
- 1982 : Live in Japan (Recommended Records, Japon)
- 1983 : The Worst of Everywhere (cassette, Woof Records)
- 1989 : Rubber Cage (Woof Records)
- 1992 : See (Woof Records)
- 2010 : The 4th World (Ad Hoc Records, États-Unis)

### EP
- 1981 : I Hate America / Fingers and Toes / Duty (Woof Records)

### Singles
- 1982 : I Hate America (7", Eastern Works)
- 1982 : Slowly Crimes (7", Eastern Works)